# Palazzo Peria
Il Palazzo Peria si trova ad Alcamo, nella provincia di Trapani

## Storia
Questo palazzo era la residenza della famiglia Peria; fu costruito nel XVIII secolo e negli anni 1854-55 fu la sede dell'Amministrazione civica.

## Descrizione
L'edificio ha due piani e la sua facciata è stata restaurata alcuni anni fa con il metodo Livigny.
Al piano terra si aprono sei entrate secondarie, dove oggi ci sono dei negozi; dall'ingresso principale si accede ad un androne che ha un portale in calcarenite; questo è sormontato da due lesene in conci squadrati con capitelli di Ordine tuscanico.
Segue un arco ribassato con una forma di conchiglia nel mezzo e alcuni elementi floreali; la balconata, pure con decori floreali, è sostenuta da tre mensole.
Dopo il piano terra c'è un ammezzato, con quattro balconi, e altri cinque al primo piano; nei balconi accanto alla via Adelkam, di recente costruzione, non esistono le mensole e i supporti in pietra. 
All'ultimo piano sono visibili cinque balconi e sei aperture, tutti con mensole in pietra e supporti in ferro.
Sulle vie adiacenti, via Diaz e via Adelkam, si aprono altri ingressi.